# Riccione
Riccione är en ort och kommun i provinsen Rimini i regionen Emilia-Romagna i Italien. Kommunen hade 35 181 invånare (2018).